# Partiet för albanernas demokratiska framgång
Partiet för albanernas demokratiska framgång var ett politiskt parti bland etniska albaner i Makedonien, bildat 1994 av Menduh Taci, Arben Xhaferi och andra avhoppare från Partiet för demokratiskt välstånd.
I juni 1997 gick man samman med Folkets Demokratiska Parti och bildade det Albanska demokratiska partiet.